# Saint-Georges-de-Noisné
Saint-Georges-de-Noisné is een gemeente in het Franse departement Deux-Sèvres (regio Nouvelle-Aquitaine) en telt 657 inwoners (1999). De plaats maakt deel uit van het arrondissement Parthenay.

## Geografie
De oppervlakte van Saint-Georges-de-Noisné bedraagt 24,9 km², de bevolkingsdichtheid is 26,4 inwoners per km².
De onderstaande kaart toont de ligging van Saint-Georges-de-Noisné met de belangrijkste infrastructuur en aangrenzende gemeenten.

## Demografie
Onderstaande figuur toont het verloop van het inwonertal (bron: INSEE-tellingen).